# Defensa semieslava
La defensa semieslava és una obertura d'escacs, variant del gambit de dama, caracteritzada per la posició que s'assoleix després dels moviments:
1.d4 d5
2.c4 e6
3.Cc3 Cf6
4.Cf3 c6
La posició pot arribar a produir-se mitjançant diferents ordres de jugades. Amb les negres situant els seus peons a e6 i a c6, l'obertura sembla una barreja del gambit de dama refusat ortodox i de la defensa eslava.
Amb 4...c6, les negres amenacen de capturar el peó de c4, i mantenir-lo amb ...b7–b5. Les blanques ho poden evitar amb 5.e3, tot i que al cost de restringir el camp d'acció del seu alfil de caselles negres, que no podrà anar a la seva casella natural de g5. Alternativament, les blanques poden jugar en estil de gambit amb 5.Ag5, el gambit anti-Merano, que les negres haurien d'acceptar amb 5...dxc4 6.e4 b5, cosa que condueix a un joc agut, o declinar amb 5...h6, la variant Moscou. Si les negres juguen la darrera variant, les blanques poden fer 6.Axf6 Dxf6, cedint la parella d'alfils a canvi d'avançar-se en el desenvolupament i de tenir un joc més lliure, o bé novament oferir un gambit amb 6.Ah4!?
Per la semieslava l'Encyclopaedia of Chess Openings reserva els codis D43 a D49.